# Daniel Carvajal
Daniel Carvajal Ramos (Leganés, 11 januari 1992) is een Spaans voetballer die doorgaans als rechtsback speelt. Hij verruilde Bayer Leverkusen in 2013 voor Real Madrid. Carvajal debuteerde in 2014 in het Spaans voetbalelftal.

## Clubcarrière

### Jeugd
Carvajal sloot zich toen hij tien jaar oud was aan bij de jeugdopleiding van Real Madrid. In 2010 kwam hij in Real Madrid Castilla terecht, het tweede elftal van Real Madrid. Daar werd hij in zijn eerste seizoen meteen tot aanvoerder benoemd. In het seizoen erna speelde hij 38 wedstrijden en hielp hij het team samen met onder meer Joselu, Jesé Rodríguez en Denis Tsjerysjev voor het eerst in vijf jaar promoveren naar de Segunda División A.

### Bayer Leverkusen
Op 11 juli 2012 tekende Carvajal een vijfjarig contract voor Bayer Leverkusen, zonder ook maar één wedstrijd voor het eerste elftal van Real Madrid gespeeld te hebben. Leverkusen betaalde vijf miljoen euro. Een clausule in zijn contract zorgt ervoor dat Real Madrid Carvajal na één jaar kan terugkopen voor 6,5 miljoen euro, na twee jaar voor zeven miljoen euro of na drie jaar voor 8,5 miljoen euro.

### Real Madrid
Op 3 juni 2013 maakte Real Madrid bekend dat het Carvajal reeds na één jaar terughaalde. Real betaalde zesenhalf miljoen euro, zoals contractueel voorzien was. Hij tekende een contract tot medio 2019. Carvajal zou de concurrentie op de rechtsbackpositie aangaan met international Álvaro Arbeloa, maar won deze strijd al gauw. Op 24 mei 2014 speelde hij de volledige finale van de Champions League; de wedstrijd werd na verlenging met 4–1 van Atlético Madrid gewonnen. Het was de tweede prijs van het seizoen, nadat Real op 16 april ook al de finale van de Copa del Rey met 2-1 van FC Barcelona had gewonnen. Carvajal zelf kwam tot 45 wedstrijden in alle competities in zijn eerste seizoen in het eerste van Real.
Carvajal begon zijn tweede seizoen met het winnen van de UEFA Super Cup tegen Sevilla en won in december 2014 het WK voor clubs door te winnen van Cruz Azul en San Lorenzo. De CL-titel kon echter niet worden geprolongeerd, in de halve finale werd verloren van Juventus. Carvajal verlengde in juli 2015 zijn contract bij Real Madrid tot medio 2020.
Hoewel Carvajal in het seizoen 2015/16 met meerdere blessures kampte, stond hij op 28 mei 2016 wel in de basis tijdens de CL-finale tegen opnieuw Atlético. Na strafschoppen won Real opnieuw, waarna in augustus in de Super Cup opnieuw Sevilla verslagen werd. Carvajal scoorde in de 119'de minuut de winnende 3-2. Dat seizoen won Carvajal voor het eerst in zijn carrière de Primera División. Ook won hij voor de derde keer de Champions League, door in de finale Juventus met 4-1 te verslaan. Carvajal was zelf belangrijk met een assist op de openingstreffer van Cristiano Ronaldo. Mede daardoor werd hij als een van de achttien spelers opgenomen in het sterrenteam van de UEFA. Hij kwam in alle competities tot twaalf assists, het hoogste uit zijn carrière. 
Op 17 september werd het contract van Carvajal verlengd tot de zomer van 2022. Dat seizoen won hij voor de derde keer op rij en voor de vierde keer in zijn carrière de Champions League. Hij viel zelf in de finale tegen Liverpool geblesseerd uit, maar zag zijn team met 3-1 winnen. Het was bovendien zijn 200'ste wedstrijd voor Real Madrid.
Hij was vrij snel hersteld want scoorde op 19 augustus 2018 tegen Getafe Madrid's eerste competitiegoal van het nieuwe seizoen. In het seizoen 2019/20 won Carvajal 'pas' zijn tweede landstitel. Het seizoen erop kampte hij met bijzonder veel blessures, waardoor hij slechts vijftien wedstrijden speelde in alle competities. Desondanks tekende Carvajal op 29 juli 2021 opnieuw bij, ditmaal tot de zomer van 2025. Op 24 oktober 2021 viel Carvajal 1 minuut in tijdens El Clásico tegen FC Barcelona (2-1 winst), wat zijn 300'ste wedstrijd voor Real was. Op 28 mei 2022 won Carvajal voor de vijfde keer de Champions League, door Liverpool met 1-0 te verslaan. Ook won Real dat seizoen de competitie en de Supercopa.
Na het winnen van de UEFA Super Cup, het WK voor clubs en de Copa del Rey in het seizoen 2022/23, beleefde Carvajal het seizoen erop het beste uit zijn carrière. Hij scoorde zes keer in alle competities voor Real, terwijl hij in de tien seizoenen ervoor tot slechts zeven goals kwam. Ook won hij met Real de dubbel: hij werd voor de vierde keer kampioen van Spanje en voor de zesde keer kampioen van Europa door de CL-finale te winnen van Borussia Dortmund. In die finale was hij zelf met zijn hoofd goed voor de openingstreffer. Hij werd bovendien samen met ploeggenoten Luka Modrić, Nacho Fernández en Toni Kroos de eerste speler om zes CL-finales te winnen.

## Clubstatistieken
| Seizoen     | Club                 | Competitie         | Competitie | Competitie | Competitie | Beker | Beker | Beker | Europa | Europa | Europa | Totaal | Totaal | Totaal |
| Seizoen     | Club                 | Competitie         | Wed.       | Dlp.       | Ass.       | Wed.  | Dlp.  | Ass.  | Wed.   | Dlp.   | Ass.   | Wed.   | Dlp.   | Ass.   |
| ----------- | -------------------- | ------------------ | ---------- | ---------- | ---------- | ----- | ----- | ----- | ------ | ------ | ------ | ------ | ------ | ------ |
| 2010/11     | Real Madrid Castilla | Segunda División B | 30         | 1          | 2          | —     | —     | —     | —      | —      | —      | 30     | 1      | 2      |
| 2011/12     | Real Madrid Castilla | Segunda División B | 38         | 2          | 7          | —     | —     | —     | —      | —      | —      | 38     | 2      | 7      |
| Club Totaal | Club Totaal          | Club Totaal        | 68         | 3          | 9          | 0     | 0     | 0     | 0      | 0      | 0      | 68     | 3      | 9      |
| 2012/13     | Bayer Leverkusen     | Bundesliga         | 32         | 1          | 8          | 2     | 0     | 0     | 2      | 0      | 0      | 36     | 1      | 8      |
| Club Totaal | Club Totaal          | Club Totaal        | 32         | 1          | 8          | 2     | 0     | 0     | 2      | 0      | 0      | 36     | 1      | 8      |
| 2013/14     | Real Madrid          | Primera División   | 31         | 2          | 2          | 4     | 0     | 0     | 10     | 0      | 1      | 45     | 2      | 3      |
| 2014/15     | Real Madrid          | Primera División   | 30         | 0          | 3          | 5     | 0     | 0     | 8      | 0      | 2      | 43     | 0      | 5      |
| 2015/16     | Real Madrid          | Primera División   | 22         | 0          | 4          | 0     | 0     | 0     | 8      | 1      | 1      | 30     | 1      | 5      |
| 2016/17     | Real Madrid          | Primera División   | 23         | 0          | 5          | 4     | 0     | 2     | 14     | 1      | 5      | 41     | 1      | 12     |
| 2017/18     | Real Madrid          | Primera División   | 25         | 0          | 2          | 6     | 0     | 1     | 10     | 0      | 4      | 41     | 0      | 7      |
| 2018/19     | Real Madrid          | Primera División   | 24         | 1          | 3          | 4     | 0     | 2     | 9      | 0      | 1      | 37     | 1      | 6      |
| 2019/20     | Real Madrid          | Primera División   | 31         | 1          | 6          | 4     | 0     | 1     | 7      | 0      | 1      | 42     | 1      | 8      |
| 2020/21     | Real Madrid          | Primera División   | 13         | 0          | 4          | 0     | 0     | 0     | 2      | 0      | 0      | 15     | 0      | 4      |
| 2021/22     | Real Madrid          | Primera División   | 24         | 1          | 3          | 1     | 0     | 0     | 11     | 0      | 1      | 36     | 1      | 4      |
| 2022/23     | Real Madrid          | Primera División   | 27         | 0          | 2          | 5     | 0     | 0     | 13     | 0      | 3      | 45     | 0      | 5      |
| 2023/24     | Real Madrid          | Primera División   | 28         | 4          | 3          | 3     | 1     | 1     | 10     | 1      | 1      | 41     | 6      | 5      |
| Club Totaal | Club Totaal          | Club Totaal        | 278        | 9          | 37         | 36    | 1     | 7     | 102    | 3      | 20     | 416    | 13     | 64     |
| TOTAAL      | TOTAAL               | TOTAAL             | 378        | 13         | 54         | 38    | 1     | 7     | 104    | 3      | 20     | 520    | 17     | 81     |

Bijgewerkt op 11 juli 2024.

## Interlandcarrière
Carvajal speelde twaalfmaal in de Spaanse jeugdselectie onder 19. Carvajal zat in de selectie tijdens het Europees kampioenschap in 2011, dat Spanje won. Ook in het Spaans voetbalelftal onder 21 kwam hij meerdere malen in actie. Op 4 september 2014 maakte Daniel Carvajal zijn debuut in het Spaans voetbalelftal, in de vriendschappelijke wedstrijd tegen Frankrijk (1–0 winst). Hij speelde het volledige duel. Op 17 mei 2016 werd Carvajal opgenomen in de Spaanse voorselectie voor het Europees kampioenschap 2016 in Frankrijk. Carvajal maakte eveneens deel uit van de Spaanse selectie, die onder leiding van interim-bondscoach Fernando Hierro deelnam aan de WK 2018 in Rusland. Daarop verloor Spanje in de achtste finales na een strafschoppenreeks van Rusland. Carvajal kwam in drie van de vier duels in actie.
Op 11 november 2022 werd bekend dat Carvajal was geselecteerd voor deelname aan het WK 2022 in Qatar. Hij werd op 7 juni 2024 door Luis de la Fuente opgenomen in de Spaanse selectie voor het EK 2024 in Duitsland. Bij zijn EK-debuut op 15 juni 2024 droeg hij met een doelpunt bij aan een 3–0 overwinning tegen Kroatië. Op 14 juli versloeg hij in de finale Engeland met 2-1. Carvajal droeg in de tweede helft de aanvoerdersband nadat Álvaro Morata en Rodrigo Hernández waren gewisseld. 

## Erelijst
| Competitie            |             |                                                      |
| Competitie            | Aantal      | Jaren                                                |
| Real Madrid           | Real Madrid | Real Madrid                                          |
| --------------------- | ----------- | ---------------------------------------------------- |
| FIFA Club World Cup   | 5×          | 2014, 2016, 2017, 2018, 2022                         |
| UEFA Champions League | 6×          | 2013/14, 2015/16, 2016/17, 2017/18, 2021/22, 2023/24 |
| UEFA Super Cup        | 5×          | 2014, 2016, 2017, 2022, 2024                         |
| Primera División      | 4×          | 2016/17, 2019/20, 2021/22, 2023/24                   |
| Copa del Rey          | 2×          | 2013/14, 2022/23                                     |
| Supercopa de España   | 3×          | 2017, 2019/20, 2021/22                               |
| Spanje –21            |             |                                                      |
| UEFA EK –21           | 1×          | 2013                                                 |
| Spanje –19            |             |                                                      |
| UEFA EK –19           | 1×          | 2011                                                 |
| Spanje                |             |                                                      |
| UEFA Nations League   | 1×          | 2022/23                                              |
| UEFA EK               | 1×          | 2024                                                 |

## Trivia
- Carvajal legde de eerste steen van Florentino Pérez Real Madrid City, waar hij later zelf zou trainen namens Real Madrid.

1 Courtois ·
2 Carvajal  ·
3 Militão ·
4 Alaba ·
5 Bellingham ·
6 Camavinga ·
7 Vinícius ·
8 Valverde ·
9 Mbappé ·
11 Rodrygo ·
12 Trent ·
13 Lunin ·
14 Tchouaméni ·
15 Güler ·
16 Endrick ·
18 Carreras ·
19 Ceballos ·
20 García ·
21 Díaz ·
22 Rüdiger ·
23 Mendy ·
24 Huijsen ·
Coach: Alonso
1 De Gea ·
2 Carvajal ·
3 Piqué ·
4 Nacho ·
5 Busquets ·
6 Iniesta ·
7 Saúl ·
8 Koke ·
9 Rodrigo ·
10 Thiago ·
11 Vázquez ·
12 Odriozola ·
13 Arrizabalaga ·
14 Azpilicueta ·
15 Ramos  ·
16 Monreal ·
17 Aspas ·
18 Alba ·
19 Costa ·
20 Asensio ·
21 Silva ·
22 Isco ·
23 Reina ·
Coach: Hierro
1 Sánchez ·
2 Azpilicueta ·
3 García ·
4 Torres ·
5 Busquets  ·
6 Llorente ·
7 Morata ·
8 Koke ·
9 Gavi ·
10 Asensio ·
11 Torres ·
12 Williams ·
13 Raya ·
14 Baldé ·
15 Guillamón ·
16 Rodri ·
17 Pino ·
18 Alba ·
19 Soler ·
20 Carvajal ·
21 Olmo ·
22 Sarabia ·
23 Simón ·
24 Laporte ·
25 Fati ·
26 Pedri ·
Coach: Enrique
1 Raya ·
2 Carvajal ·
3 Le Normand ·
4 Nacho ·
5 Vivian ·
6 Merino ·
7 Morata  ·
8 Ruiz ·
9 Joselu ·
10 Olmo ·
11 Torres ·
12 Grimaldo ·
13 Remiro ·
14 Laporte ·
15 Baena ·
16 Rodri ·
17 Williams ·
18 Zubimendi ·
19 Yamal ·
20 Pedri ·
21 Oyarzabal ·
22 Navas ·
23 Simón ·
24 Cucurella ·
25 López ·
26 Pérez ·
Coach: De la Fuente